# 마쿠베쓰역
마쿠베쓰역(일본어: 幕別駅)은 일본 홋카이도 나카가와 군 마쿠베쓰정에 있는 홋카이도 여객철도의 역이다. 역 번호는 K34이며, 단선 · 섬식의 형태를 합친 복합 구조의 철도 역사이다.

## 역 주변
- 국도 제38호선
- 국도 제242호선
- 마쿠베쓰 정청
- 호쿠요 은행 마쿠베쓰 지점
- 마쿠베쓰 정 농업협동조합 (JA 마쿠베쓰)
- 마쿠베쓰 정민 회관
- 마쿠베쓰 정 도서관

## 역사
- 1905년 10월 21일 : 야무왓카역(일본어: 止若駅)으로 개업.
- 1963년 11월 1일 : 마쿠베쓰역으로 개칭.
- 1987년 4월 1일 : 민영화에 의해, 홋카이도 여객철도로 이관.

## 인접 정차역
| 홋카이도 여객철도 네무로 본선 | 홋카이도 여객철도 네무로 본선 | 홋카이도 여객철도 네무로 본선 |
| ----------------------------- | ----------------------------- | ----------------------------- |
| K33 이나시베쓰 신토쿠 방면    | 네무로 본선                   | 도시베쓰 K35 구시로 방면      |